# ルイビル・バッツ
ルイビル・バッツ（Louisville Bats）は、アメリカ合衆国ケンタッキー州ルイビルに本拠地を置くマイナーリーグの野球チーム。MLBのシンシナティ・レッズ傘下AAA級チームで、インターナショナルリーグに所属している。本拠地球場はルイビル・スラッガー・フィールド。

## 歴史
1982年にセントルイス・カージナルス傘下AAA級のスプリングフィールド・レッドバーズ（Springfield Redbirds）がイリノイ州スプリングフィールドからケンタッキー州ルイビルに移転して誕生。
1997年限りで所属リーグのアメリカン・アソシエーションが解散したため、翌1998年よりインターナショナルリーグに加盟し、ミルウォーキー・ブルワーズ傘下となった。
2000年からはシンシナティ・レッズ傘下AAA級チームとして活動している。2002年よりチーム名がルイビル・バッツとなる。
チーム名はバット製造が盛んなフランチャイズにちなみ、コウモリ（バット）とバットをかけている。

## 選手名鑑

### 歴代所属選手
- テリー・ペンドルトン
- ラファエル・サンタナ
- ウィリー・マギー
- アンディ・バンスライク
- ビンス・コールマン
- トッド・ジール
- マット・モリス
- ディオン・サンダース
- アダム・ダン
- オースティン・カーンズ
- フェリペ・ロペス
- ジェフ・ケッピンジャー
- ウィリー・モー・ペーニャ
- アレックス・グラマン
- ノリス・ホッパー
- ホーマー・ベイリー
- ジョーイ・ボット
- ジェイ・ブルース
- ルー・フォード
- ライアン・ハニガン
- フアン・フランシスコ
- サム・レキュア
- トラビス・ウッド
- アロルディス・チャップマン
- ヨンダー・アロンソ
- トッド・フレイジャー
- ザック・コザート
- デビン・メソラコ
- トニー・シングラーニ
- ウラディミール・バレンティン
- ネフタリ・ソト
- ビリー・ハミルトン
- 王建民
- ドントレル・ウィリス
- ケビン・シャッケルフォード
- ザック・ニール
- 秋山翔吾